# 芽子碱
芽子碱（音译爱抗宁）是一种莨菪烷类生物碱，分子式C9H15NO3，最早在古柯中发现，是可卡因的结构类似物，因此也是一种管制药物。